# 車両輸送
車両輸送（しゃりょうゆそう）とは、流通物流上はトラックなどの車両による輸送（船舶輸送などの対義語）。また鉄道事業や自動車産業では鉄道車両や自動車の車両を他の交通機関などを利用して輸送することである。

## 車両による輸送

### 中国における車両輸送
中国における輸送は、鉄道、車両、水運、航空により行われているが、輸送手段では車両輸送の比率が高く、車両輸送は総輸送旅客数の86%、総輸送貨物重量の76%を占める（1993年実績）。

### ドイツにおける車両輸送
ドイツの輸送市場ではモーダルシェア推移をトンベースで見た場合、トラック輸送が約8割であるが、モーダルシェアによって車両輸送が微増し、船舶輸送が微減する傾向がある。

## 鉄道車両の輸送

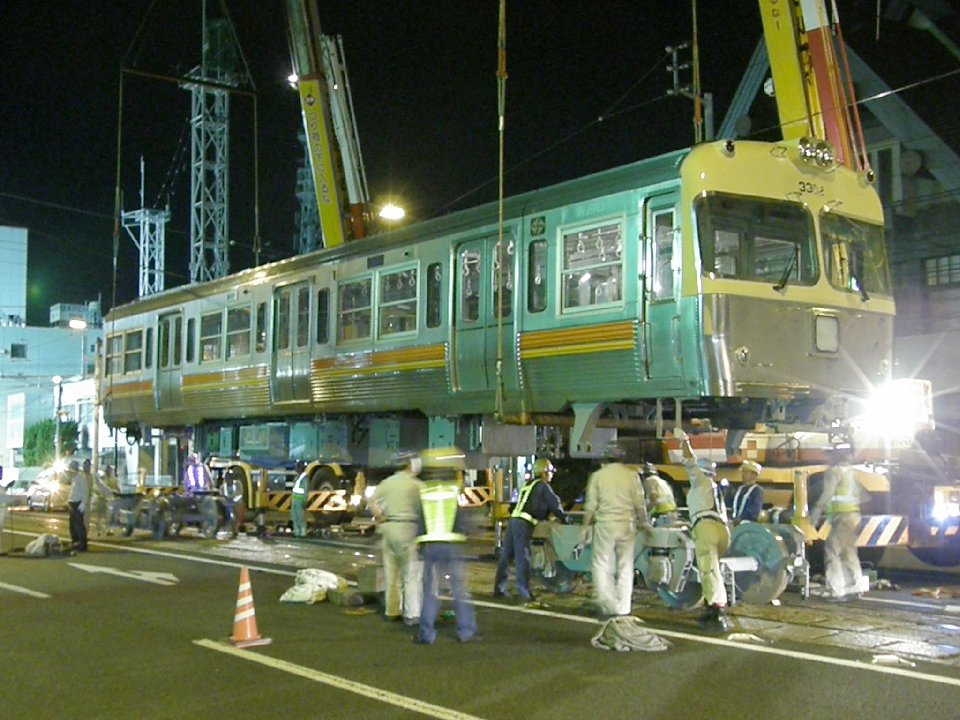
深夜に搬入される鉄道車両（2009年7月1日、伊予鉄道併用軌道区間）

鉄道車両メーカーで製作された新車の納品や、鉄道事業者で使っていた古い車両を中古車両として別の事業者に譲渡する際、また私有貨車の回送など、鉄道車両自体を輸送するケースが発生する。輸送手段としては車両を鉄道路線を使って貨物列車として輸送する場合、配給列車・自力回送列車として輸送する場合のほか、鉄道以外の手段（トレーラーに載せて道路上を輸送する・貨物船で輸送するなど）がある。

### 甲種輸送

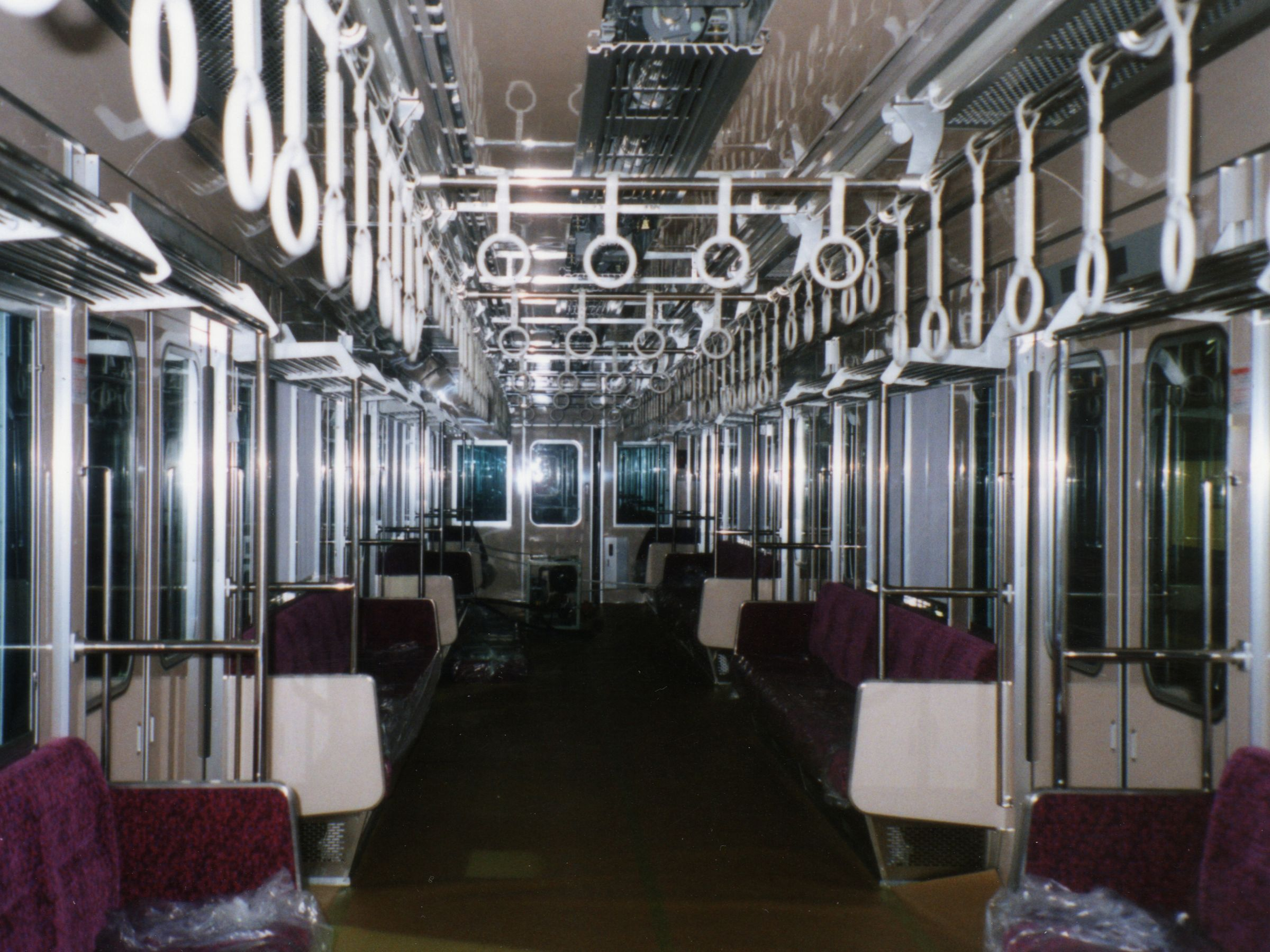
輸送中の車両の内部。座席にはビニールカバーがかけられ、床には保護紙が敷かれている

輸送される車両の車輪（仮設を含む）を用い、日本貨物鉄道（JR貨物）など貨物鉄道事業者の機関車の牽引で、貨物列車扱いで輸送されるものを甲種鉄道車両輸送（こうしゅてつどうしゃりょうゆそう）、略して甲種輸送（こうしゅゆそう）と称する。なお、空車となった私有貨車を貨物の原発駅等に回送するときの貨車自体も、貨物の品目としては甲種鉄道車両であるが、車籍がJR貨物にあるため、単に所有者（使用者）が運賃を負担する貨車回送と考えて差し支えなく、この項で詳述する手続きは適用されない。
新幹線車両や一部の私鉄・地下鉄など、軌間が在来線 (1,067mm) とは異なる車両を輸送する場合には、メーカーなどから取り降ろしを行う貨物駅まで仮の台車を使用し、貨物駅から納入先まで道路上をトレーラーで陸送し、納入先にて正規台車上への装着を行う。また、軌間が在来線と同じでも、線路が物理的にJR線と接続されていない路線の場合も、トレーラー陸送を伴う。線路が物理的にJR線と接続していても、車両の輸送経路の一部がJR貨物の（恒常的な）第二種鉄道事業免許路線に含まれない南海電気鉄道ならびに南海の路線経由で車両を搬入していた泉北高速鉄道の場合は、一部区間をJR西日本に委託して輸送される。JR貨物は近年、旅客鉄道会社に支払う線路使用料の問題から甲種・特大輸送のみに使用される路線や駅の第二種鉄道事業免許の廃止を進めており（必要に応じて臨時に免許を取得することは、条件が許せば可能）、メーカーからの甲種輸送から道路上の陸送に移行した事業者もある。
この甲種輸送は「鉄道車両」を輸送するものであるが、鉄道法規上の「車両」の意味を超えて幅広く解釈される。車両メーカーで製作中の車両構体（車両としては未完成で、六面体のみ完成。艤装などは別な工場やJRの整備工場で組み立てを行う（ノックダウン生産））やマルチプルタイタンパー・JR東日本の鉄道クレーン車のように、厳密には鉄道車両とは見なされない保線機械、また海外輸出用車両を甲種車両輸送として輸送することも行われている。
新車や改造・譲渡車両の輸送のほか、第三セクター鉄道への移管やJRの社内規定などによりJR旅客会社の車両が自走回送できないケースで、当該車両を甲種輸送として輸送する場合もある（トワイライトエクスプレス下り最終営業後の返却回送や田沢湖線用701系5000番台の秋田総合車両センター入場回送など）。
また、当該車両が本来の所属鉄道会社のエリア外で営業運転に供されたり、イベント展示される場合に甲種輸送が行われるケースもある（過去にはJR九州の787系や885系の大宮工場での展示や、近年のケースだとJR四国のアンパンマントロッコや伊豆急行のロイヤルエクスプレスの出張運転などで）。
甲種輸送を行う場合には、最寄りの貨物取扱駅長に対して運送申込みを行い、発駅・着駅・荷送人・荷受人・車種・形式・両数・車両の大きさ・車両のブレーキ装置の有無・連結装置・運転速度・運転方法・運送希望日・付添人の有無等の記載された申込書又は貨物の図面を提出する。その運送申込みに対して、JR貨物などの貨物鉄道会社が運送条件等を関係各所と協議して検討したのち、運送可能となれば承認される。運送申込書に記載された運送希望日と列車ダイヤの決定については、JR7社間で行われている四半期ごとの臨時列車運転計画調整会議において輸送日の審議を行い、関係する旅客鉄道会社とJR貨物の間で、2社以上の旅客鉄道会社をまたがって運転される臨時貨物列車を中心に、列車ダイヤの運転時刻の調整や駅構内の作業等の考え合わせを行って、輸送の施行日と列車ダイヤが決定される。
輸送に使用できる路線は貨物輸送が物理的に可能な路線（必ずしも第二種鉄道事業免許が既にある必要はない）に限られ、甲種輸送の事前にはJR貨物の社員が発送元を訪れ、輸送検査（ブレーキ検査や、貨物の寸法の申込書との照合）を行い問題がなければ｢特大貨物等検査票｣を発行して輸送車両に貼られる。輸送される車両のサイズにより異なるが、物理的に線路周辺の構造物に接触しないことが担保されれば、フル規格の新幹線車両を在来線で輸送することも可能である。実際に2004年10月までは、日本車輌製造豊川製作所から東海旅客鉄道（JR東海）浜松工場への新幹線車両の輸送において、あらかじめ貨物輸送限界を広くしてあった飯田線・東海道本線経由で実施されていた。
甲種輸送時には機関車と連結できるように仮設の連結器を使用する場合があるほか、電気指令式ブレーキを使用する車両では、自動ブレーキとの読替装置に加え仮設電源を装備したり、自動ブレーキ装置を仮設したりする場合がある。輸送される車両の先頭車両には、汚れなどを防ぐためのビニールなどによる養生が行われ、下部には後部標識の赤い円盤が取り付けられる（例外もある）。これらの理由で、最高速度は 75 km/h 程度に制限される。
貨物列車扱いは、自社の回送運転ではなく輸送の委託にあたる。すなわち運賃の授受が発生する貨物営業運転であるため、「甲種回送」（貨物輸送は営業運転。回送 = 非営業ではない）と呼ぶのは誤りである。なお、JR貨物が他のJRグループ会社の車両を輸送することを、一部の鉄道ファンが「甲種回送」と区別して呼称しているが、JR旅客鉄道各社とJR貨物は別会社であり（加えて、新車の場合メーカーから鉄道会社への車両の引き渡しは甲種輸送の後の公式試運転を終えてからであり、甲種輸送時の車両の所有権はまだメーカーにある）、誤用であるのは変わらない。
甲種輸送の際には、メーカーの社員が｢付添人｣として2名が添乗し、輸送中の車両の走行音などから車両に不具合がないかなどの確認や異常などが発生した場合は緊急連絡網により連絡できる体制を取り、他の列車に運行に支障が出ないようにしている。長距離の場合は寝袋・食料・発電機・冷蔵庫等を持ち込んで添乗している場合もあり、トイレの場合は列車の時刻表を確認しながら停車駅で行うようにしている。
なお、国鉄時代は通常の貨物列車に甲種輸送する鉄道車両を併結して輸送した例もあったが、JR化後は定期車扱貨物列車が大幅に減少したこともあり、この手法はあまり用いられていない（2011年7月に行われた若桜鉄道向け12系客車の甲種輸送では久々に定期貨物列車への併結が行われた）。
国鉄時代は、国鉄の車両は車両メーカーの最寄りの路線で試運転を行ってから、配給列車として配属先へ回送するのが通例となっていた。このため、国鉄の車両を甲種輸送するケースは少なかった（配属先までの電化方式や保安装置などの関係で自力走行できない場合に限られた）。分割民営化後は、特に旅客会社の自社管轄エリア外に製造工場がある車両メーカーで落成した車両について、引き渡し（受け取り）駅までの甲種輸送が必須となったが、21世紀に入ってからも、在来線車両ではJR西日本の近畿車輛落成車や、JR東海の日本車輌落成車では甲種輸送を行わず試運転を兼ねて配属先まで自力走行するという例が見られる。
また、同じルートで輸送する異なる会社の車両を連結して走行したこともあった（川崎重工業から営団地下鉄02系と都営三田線6300形を連結し、まとめて輸送したことがある）。
かつては阪急電鉄や近畿日本鉄道（南大阪線系統のみ）などの車両も甲種輸送を実施していたが、前者は1985年に、後者も1982年までに終了し、現在はこの2社はJR線を使用しての甲種輸送を実施していない。

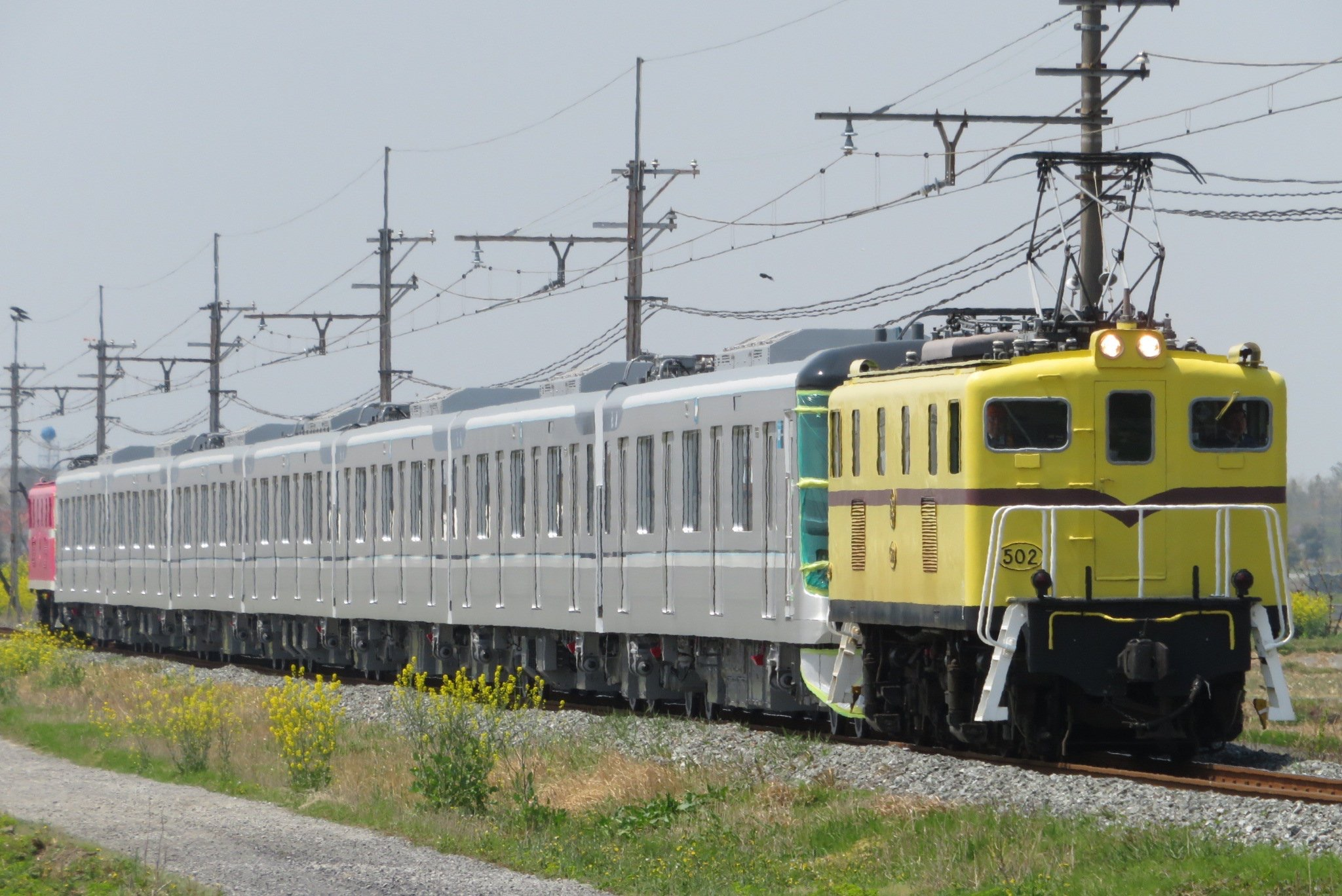
機関車の牽引による甲種輸送の例
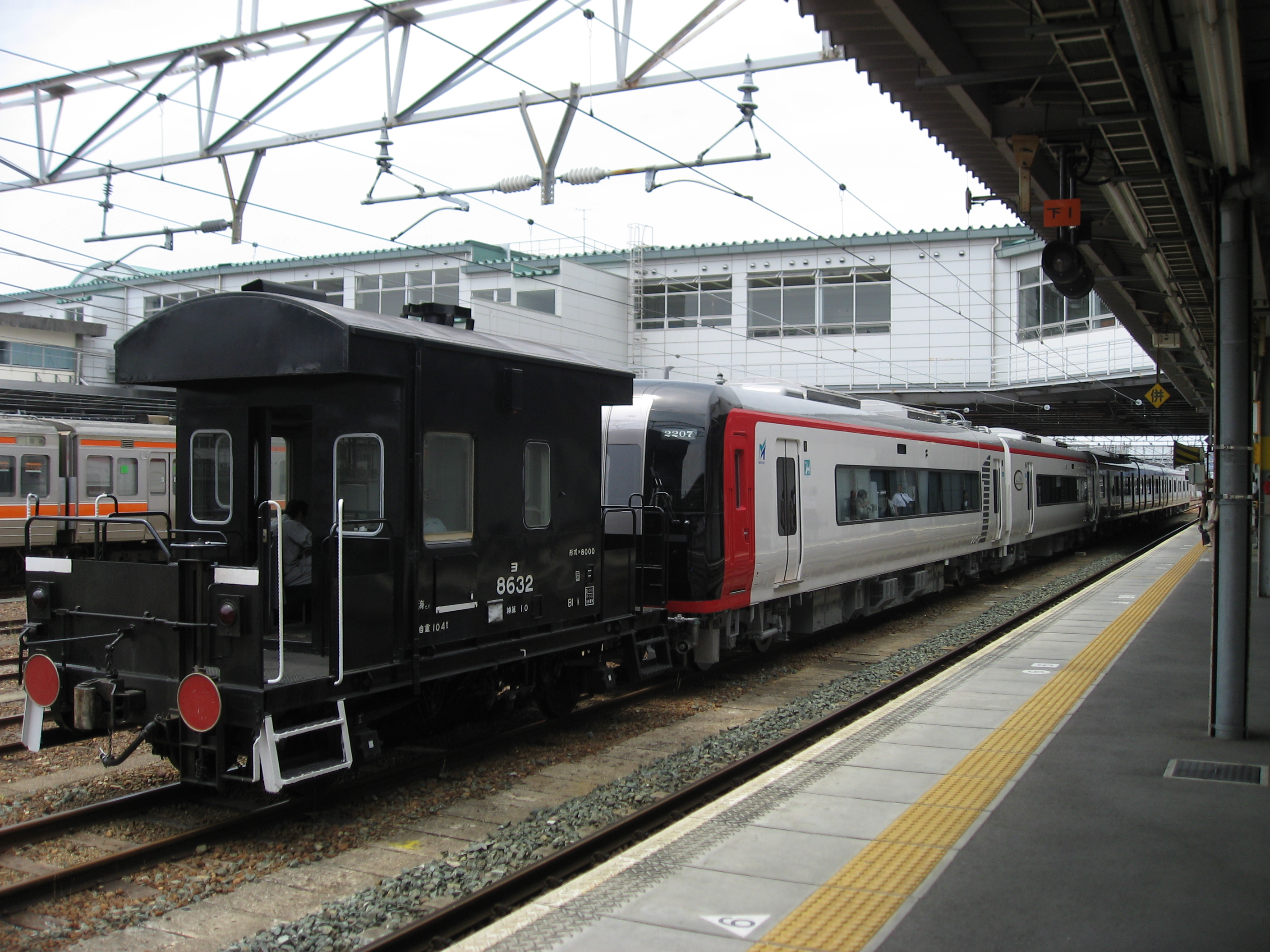
車掌車が連結された甲種輸送列車の例。
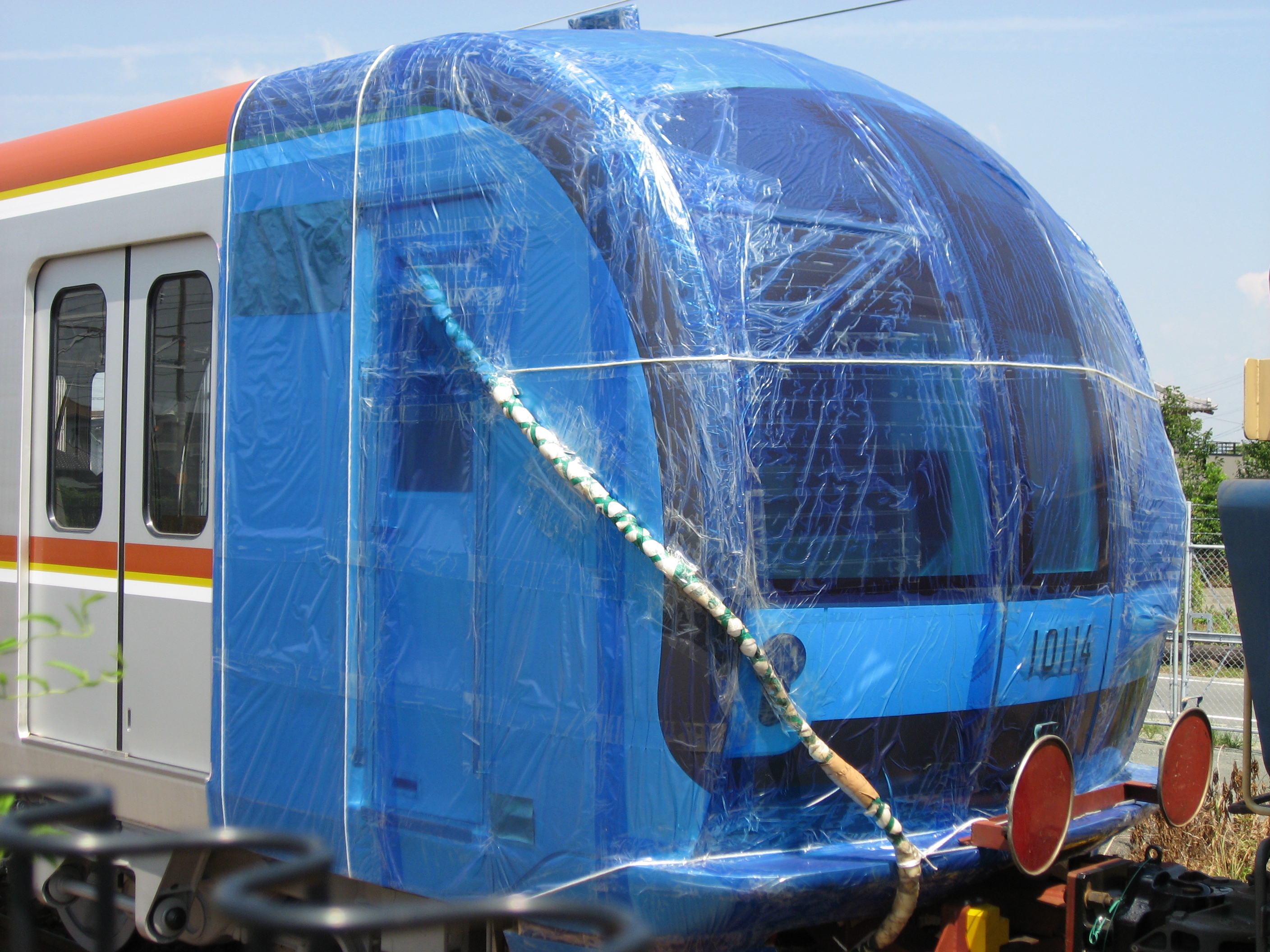
輸送車両の先頭には、汚れ防止の養生が行われ、下部には後部標識の赤い反射板が取り付けられている。
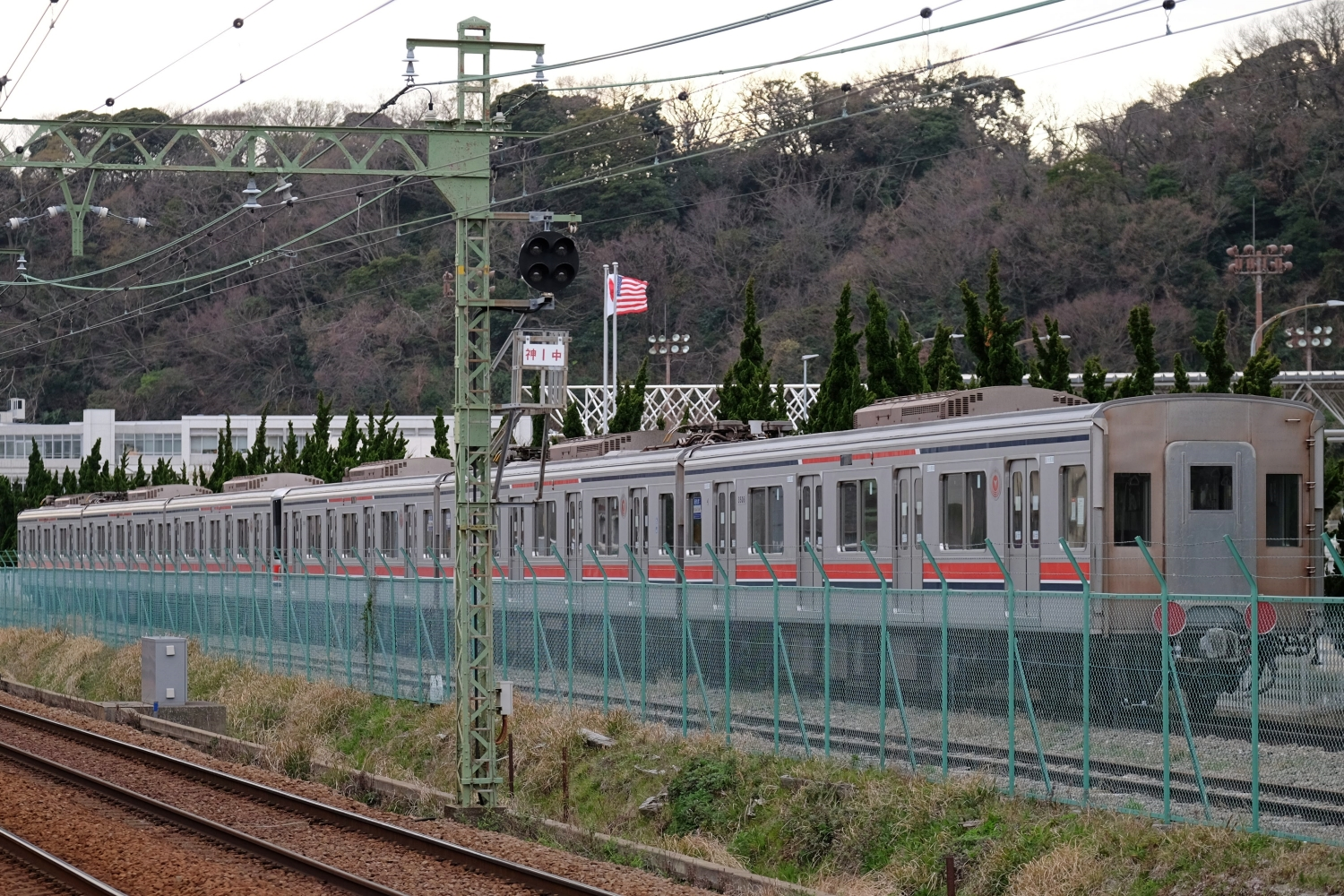
東急3000系の甲種輸送。先頭車が中間となるように組成が変更されている

### 乙種輸送
輸送される車両の車輪を軌道上に直接載せず、大物車または長物車と呼ばれる貨車に載せて輸送するもの（主に路面電車車両など）を乙種輸送（おつしゅゆそう）と称する。
かつては路面電車のほか、軽便鉄道や跨座式モノレールの車両、小型機関車や貨車移動機などもしばしば乙種輸送されたが、アルナ工機（現・アルナ車両）が保有し、後年は主に東京都電の車体運搬に用いられたシ1形大物車の廃車を最後に、輸送に供するのに適した貨車が消滅したことを機に、現在日本国内では見ることが出来ない。
欧米などでは、地下鉄事業者等が国鉄などの本線上を走行できる低床の専用運搬貨車を保有している例や、750 mm 軌間や 1,000 mm 軌間の狭軌鉄道において、標準軌貨車を積載して乗り入れさせる低床貨車を日常的に使用している例もある。
似た例で、北海道新幹線開業後に青函トンネルを通過する在来線貨車を、新幹線規格の低床の専用運搬貨車に載せて輸送するトレイン・オン・トレインの研究が進められていた。

### 甲種・乙種輸送の定義
乙種輸送の定義は自己の車輪（仮台車を含む）を使用して輸送する（= 甲種輸送）「以外の方法」で輸送するものとされ、事実上は貨車に積載して輸送する以外にない。なお、甲種および乙種鉄道車両は鉄道貨物の種類を指すものであり、甲種以外が乙種であるため、丙種の定義はない。したがって、一部でトレーラーに車両を載せて道路上を輸送する場合を乙種輸送などと呼ぶのは（言うまでもなくトレーラーは貨物列車ではないため）誤りである。

### 甲種輸送と配給列車
列車の形態が見かけ上甲種輸送と同様となるものに、自社（場合によっては自社エリア内の車両メーカー）で製造した車両を自社の車両基地へ輸送する列車や、自社車両の改造・検査・転属・廃車解体のために、機関車牽引により輸送する列車がある。こちらは自社の機関車と運転手が牽引し、自社線内のみを走行することから「配給列車」と呼ばれ、貨物列車である甲種輸送とは性格の異なるものである（こちらは回送という表現も誤りとは言えない）。このうち、東日本旅客鉄道（JR東日本）の総合車両製作所新津事業所で製造された新製車の配給列車において、輸送される車両のパンタグラフを上げているが、これは自走するためではなく補助電源装置（静止形インバータ）や空気圧縮機を使用するためである。
こうしたことから、車両輸送において車両メーカーからの甲種輸送が機関車交換によって配給列車に変わることがある。例として、新潟トランシスにて製造されたJR東日本キハE130系気動車は新津駅まで甲種輸送されたあと、配給列車として車両基地まで回送された。

### 私鉄線内での車両輸送
私鉄向けの車両輸送の場合、車両がJR線等との接続駅へ甲種輸送により到着した後、車両基地までの輸送は自社の機関車や他の電車・気動車の牽引により行われることが多いが、近年は接続駅から到着車両を自力走行させて車両基地へ搬入する例も増えている。この場合、接続駅での到着車両の整備は自力走行のための最小限の内容にとどまり、正式な列車として走行することは未だできないため、車両基地への走行に際しては線路閉鎖を行った上、速度制限（到着車両はATS等の機能を停止した状態で走行するため、速度は 25 km/h 程度に制限される場合が多い）を受けて走行することとなる。
例外として、総合車両製作所横浜製作所と線路が直接つながっている京浜急行電鉄、および同社線と都営地下鉄浅草線を介して線路がつながっている京成電鉄・北総鉄道の車両については、自走あるいは京成の車両による牽引にて出場する場合がある（東急車輛製造#補足も参照）。

### 道路上の陸送
鉄道車両等、全長がおおむね15mを越える大型物件の輸送において公道を使用する場合は、事前に輸送経路上の歩道橋やガード、交通信号機などの高さや重量の制限、日中の停車場所などの綿密な調査を行った上で、道路法に基づく特殊車両として道路管理者への通行許可（特殊車両通行許可）が必要になる。許可を受けても、走行速度が遅く（最高速度が 20 km/h 程度に制限される場合が多い）、道路交通への影響が大きいため、深夜・早朝に幹線道路を使って行われることが多い。場合によってはパトカーが先導する場合もある。
また、新交通システムの車両は一般的な鉄道車両より小さく大型トラックの荷台に積載が可能であることから、一般の大型車両で輸送することもある。廃車・静態保存車両の場合も搬出時に車体を分割してトラックで運べるようにする場合がある。

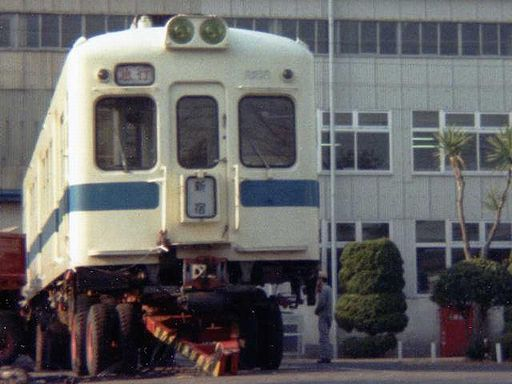
トレーラーによる陸送の例
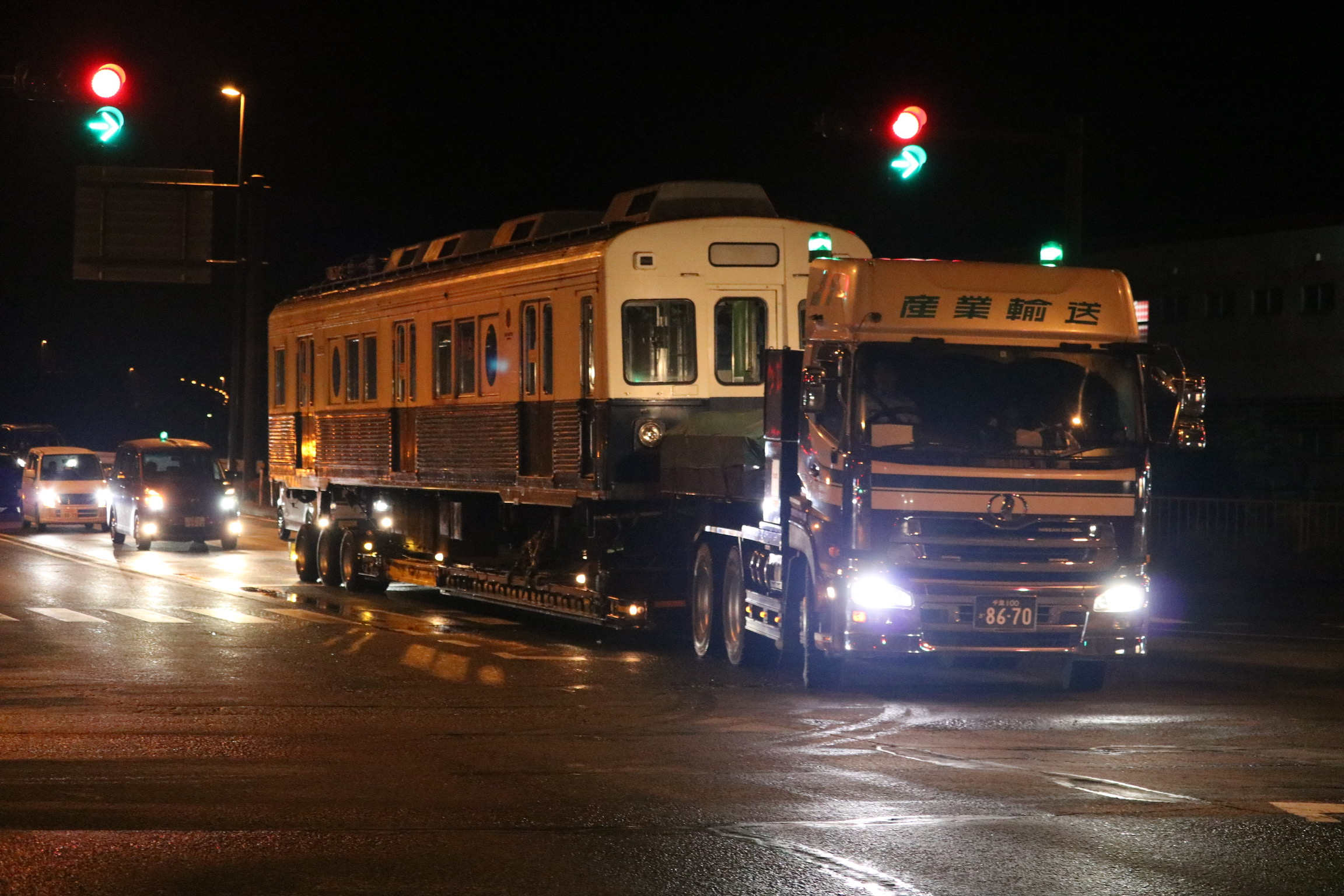
マルチトレーラーを用いた陸送の例
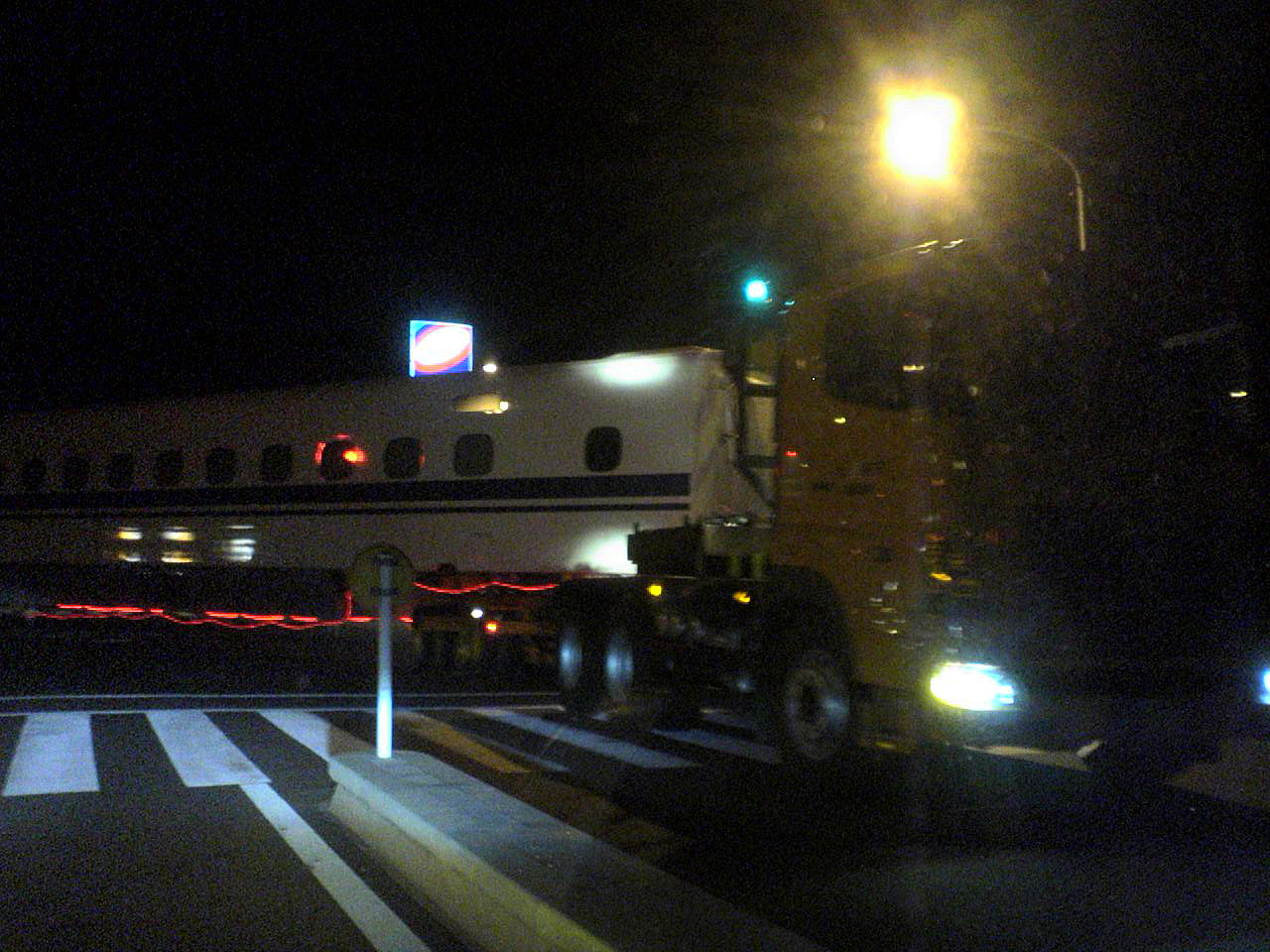
深夜の道路上を陸送される新幹線車両

### 鉄道車両の航送
陸上と比較して水上では大きさや重量の限界が大幅に高い事から、複数台や輸出入を含めた長距離の車両輸送に適している。
- 艀に車両を積載してタグボートで航送
- 船に積載して航送
  - 貨物船等にクレーン等で空車を積載する
  - 列車専用船に積貨のまま積載する
    - このうち定期的に運行された専用船については鉄道連絡船を参照。

また、川崎重工業で生産された西日本鉄道の新型車両は、近年ではトレーラーごとカーフェリーに積み込んで新門司港まで航送し、筑紫車両基地までそのままトレーラーでけん引輸送される（1990年代までは大牟田駅までJR線を走って甲種輸送していた）。2022年1月には西九州新幹線向けの車両が、山口県下松市にある日立製作所笠戸事業所から長崎県川棚町にある川棚港まで航送された。

### 鉄道車両の空輸
An-124大型輸送機などを用いて、鉄道車両の航空輸送が行われたことが数度ある。
- 1994年6月 - ロサンゼルス郡都市圏交通局A650型（英語版）地下鉄車両（伊アンサルドブレーダ製、レッドライン向け）が、ローマからロサンゼルスへと空輸された[15]。
- 1999年3月 - 広島電鉄5000形電車（独シーメンス製）の第1編成が、納期と補助金申請の関係からフランクフルト・ハーン空港から広島空港へと空輸された。第2編成以降は船舶輸送となっている。
- 2002年11月・12月 - 広州地下鉄2号線向け地下鉄車両（独ボンバルディア・トランスポーテーション製Movia（英語版））の初期生産分6両が、シュヴェリーン・パルヒム空港（英語版）から広州白雲国際空港へと2両ずつ3度空輸された[16]。
- 2009年2月・5月 - デリーメトロ向け地下鉄車両（独ボンバルディア・トランスポーテーション製Movia）が、ベルリンおよびライプツィヒ・ハレ空港からインディラ・ガンディー国際空港へと空輸された[17][18]。
- 2015年6月 - 神奈川県の大山ケーブルカーの車両更新にあたり、旧型車両の搬出と新型車両の搬入が、ロシア・カモフ社製大型ヘリコプターによる空輸で行われた。これは山岳地への道幅が狭く、道路輸送ができなかったため[19][20]。

## 自動車の輸送

### 解説
工場で生産された新車の自動車の場合、工場から物流基地（モータープール）、さらに販売店（自動車ディーラー）まで、キャリアカーと呼ばれる自動車運搬用の自動車が使われる。
長距離の輸送では自動車運搬船やRO-RO船と呼ばれる専用の船舶が使われる。
鉄道輸送もかつては広汎に行われ、車運車と呼ばれる専用の貨車が使用されたが、ク5000形車運車が廃車されて以降は、専用の鉄道コンテナ「カーパック」及び、「カーラック」によるコンテナ列車や12フィートコンテナによる軽自動車の輸送が一部で行われるにとどまる。
キャリアカーに積載できないトラックやバスの場合は仮ナンバー（回送運行許可番号標）を付けて自力で回送される。

### ギャラリー

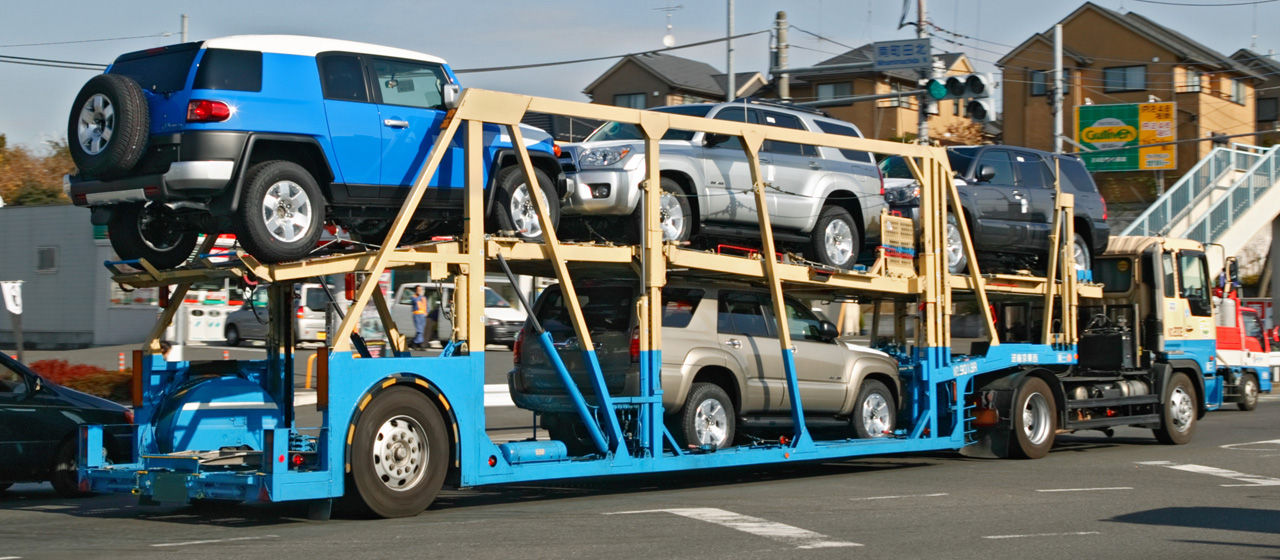
キャリアカー
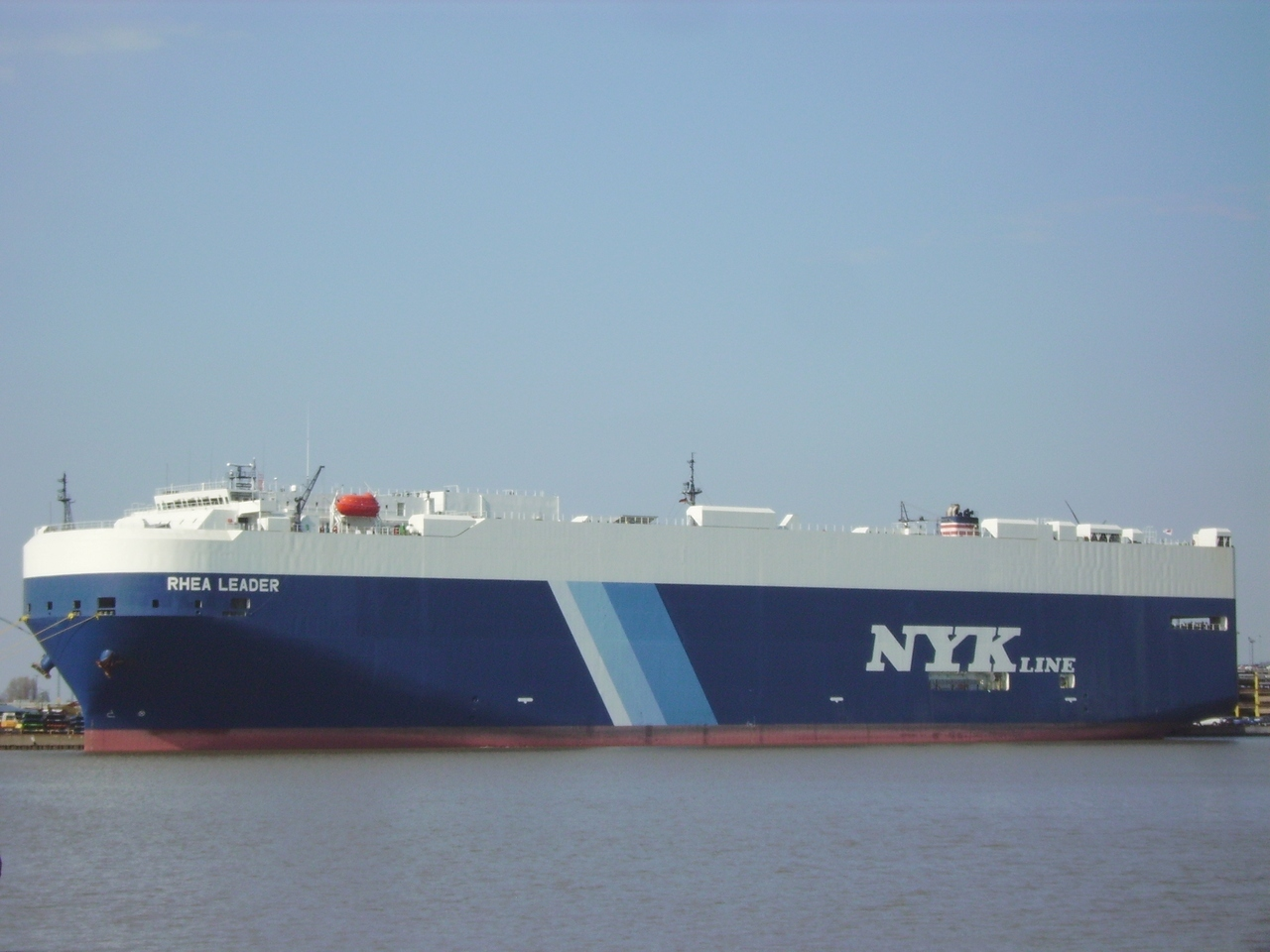
自動車運搬船
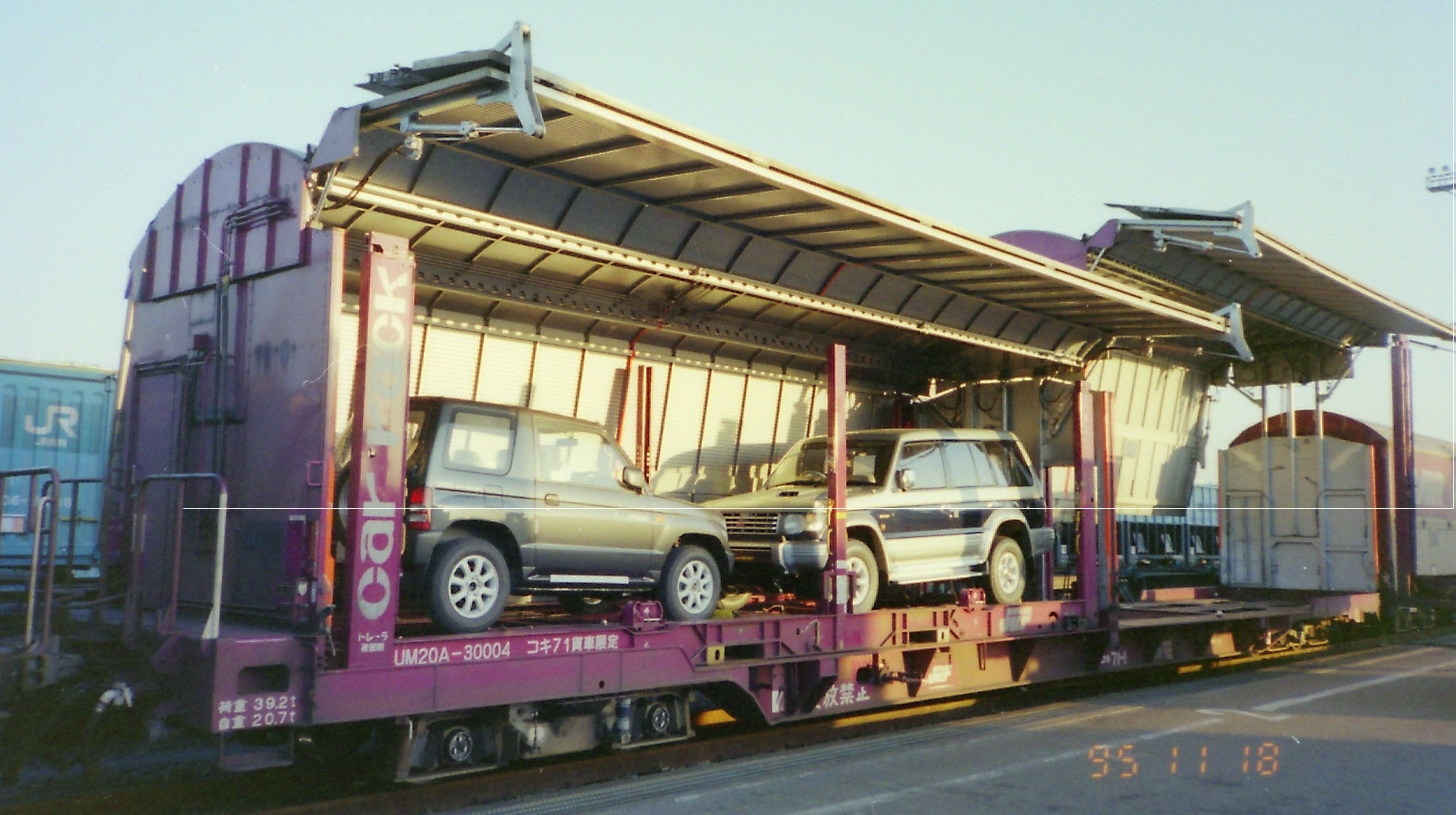
客車状の背高貨車に包み込むように積載すると言う、新しい発想で開発された、カーラックコンテナ。 このコンテナは、一枚板状の床面が水平に上昇して、二段式に分かれるので、車種により二台～四台積載できる。 1995年11月18日、愛知県／名古屋(タ)。
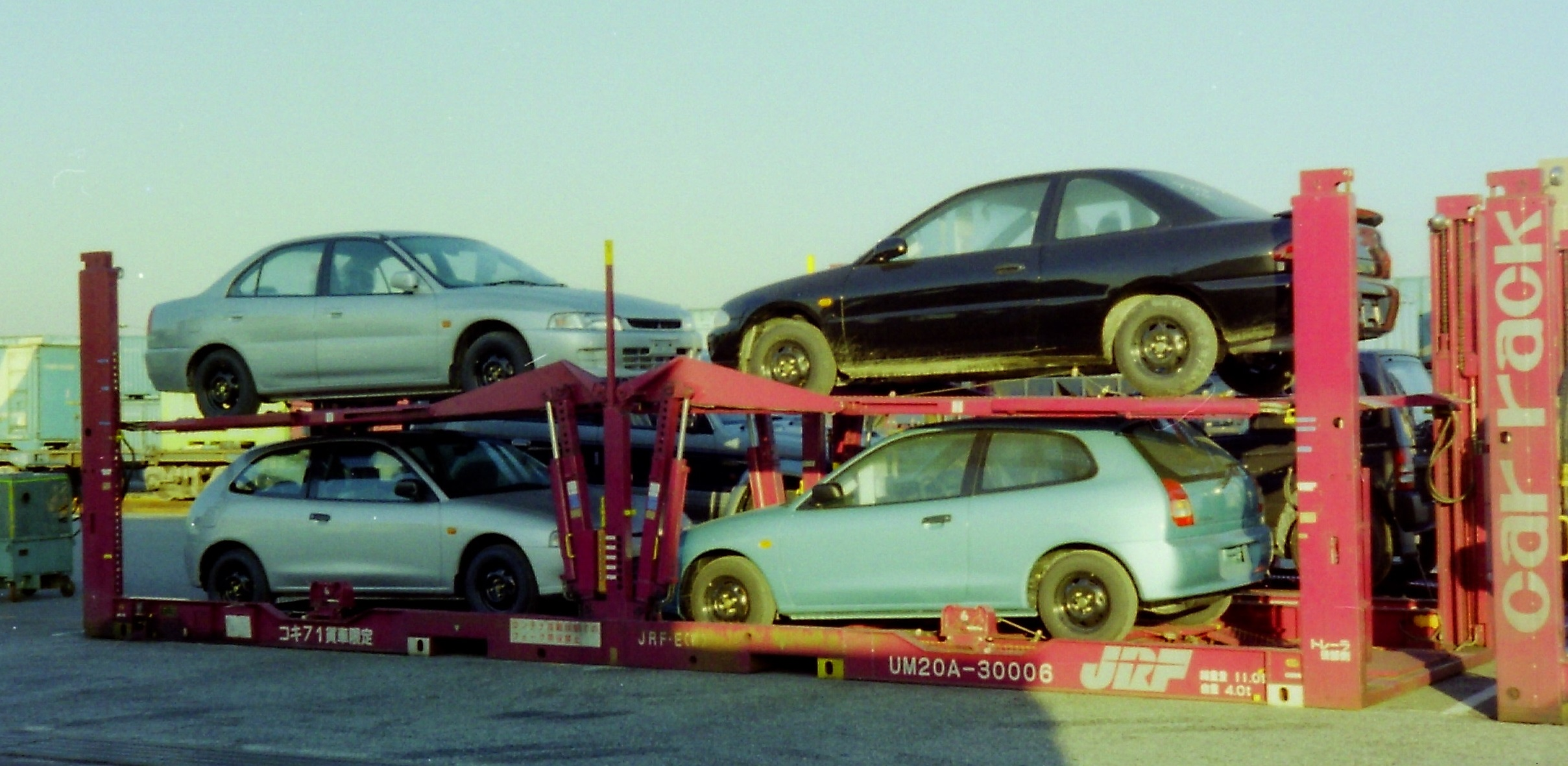
客車状の背高貨車に包み込むように積載すると言う、新しい発想で開発された、カーラックコンテナ。 このコンテナは、複数枚に分かれた床面が複雑な動きで個々に上昇して、水平で二段式又は、複雑な波形に分かれるので、車種により二台～五台積載できる。 1995年11月18日、愛知県／名古屋(タ)。
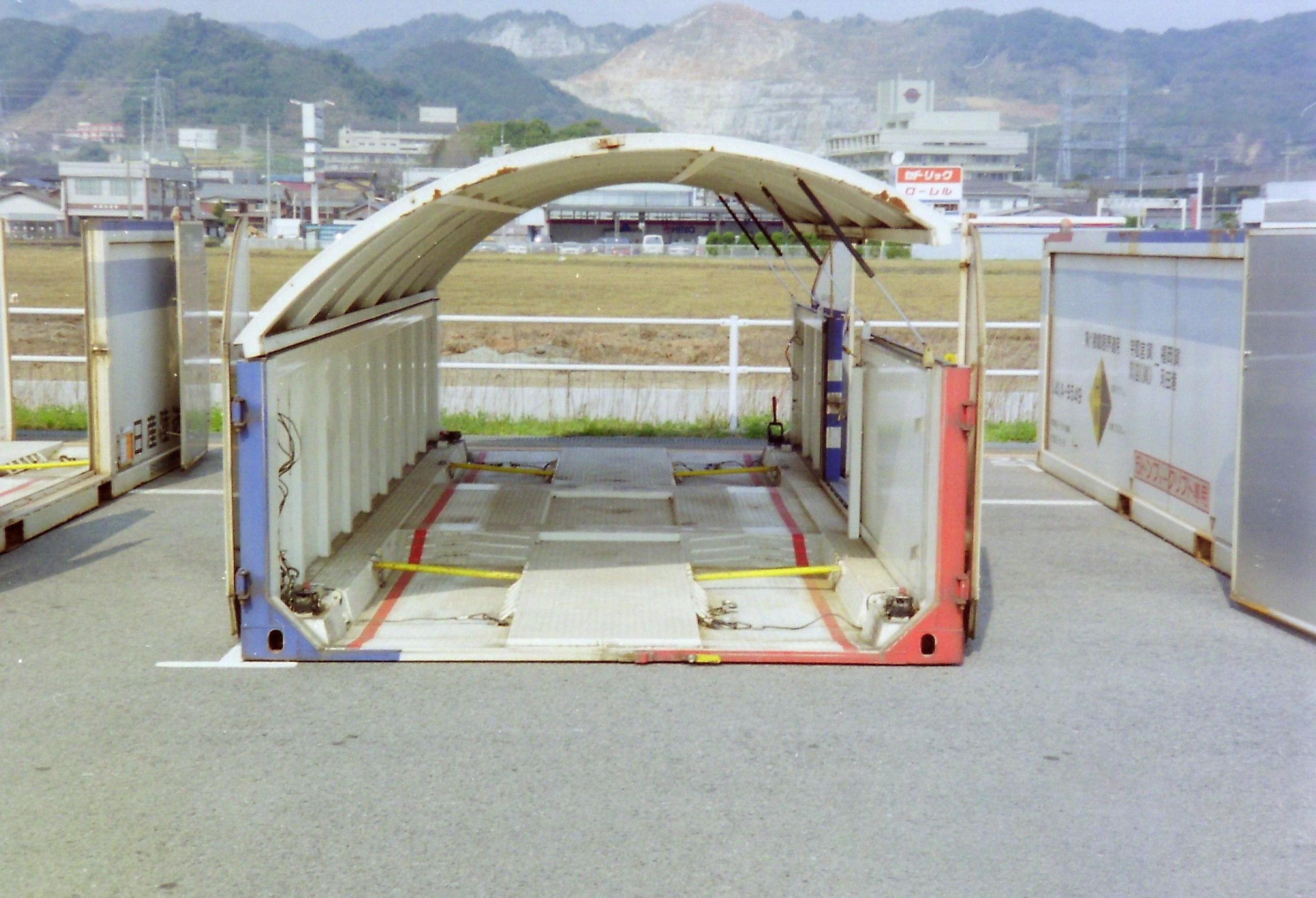
大幅な規制緩和の恩恵で、鉄道輸送での建築限界に対応して高級車を二段積みに出来る、ドーム屋根の新型コンテナも登場していた。 ※画像は、重箱の様に二段積み使用のコンテナの上部側を平面に置いて、ドーム屋根を片側へ半開きにして、車を出し入れする作業員の便宜を図っている状態の風景。 1995年4月撮影、福岡県／旧苅田港駅。
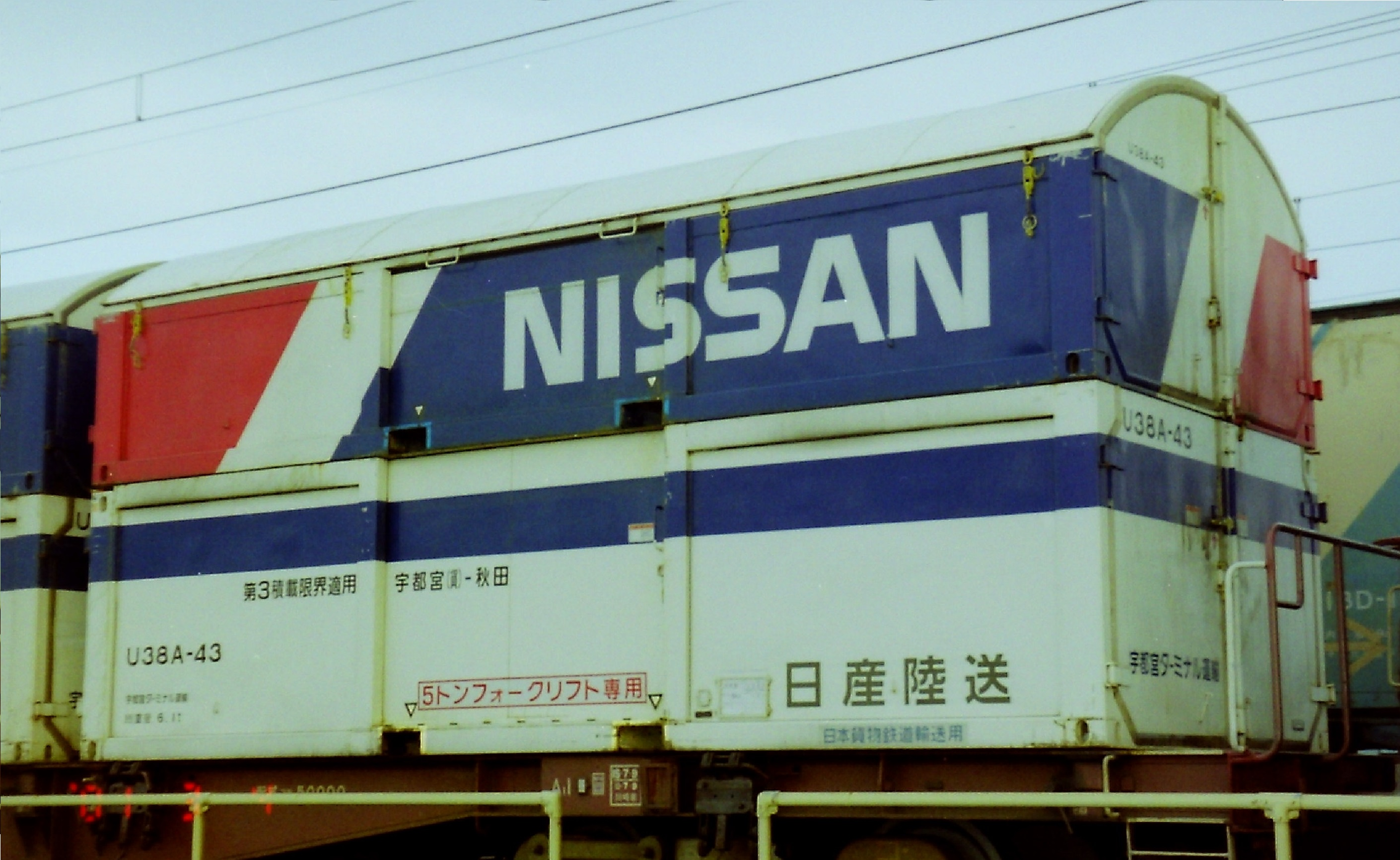
大幅な規制緩和の恩恵で、鉄道輸送での建築限界に対応して高級車を二段積みに出来る、ドーム屋根の新型コンテナも登場していた。 2001年3月撮影、山陽本線／旧西岡山駅。
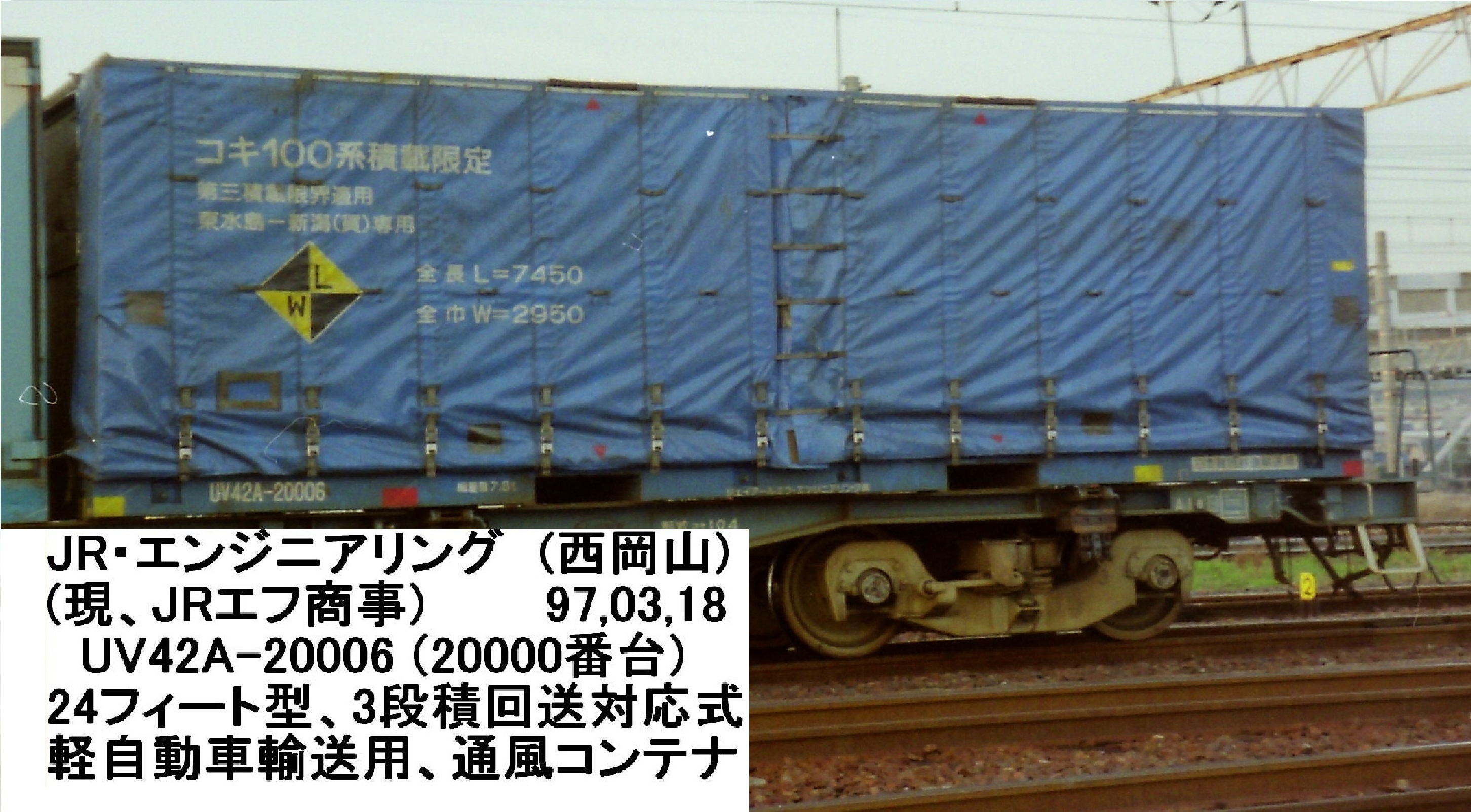
企業が所有及び使用していた 「 車載用鉄道私有コンテナ 」 。 コンテナ床面に、現在より一回り小さくなる、旧規格の軽四を二台縦列×横二列×一段＝四台積載していたが、現在の軽四車両規格では二台を合計した横幅が大きくなり、輸送できなくなってしまった。 1997年3月18日撮影、山陽本線／旧西岡山駅。
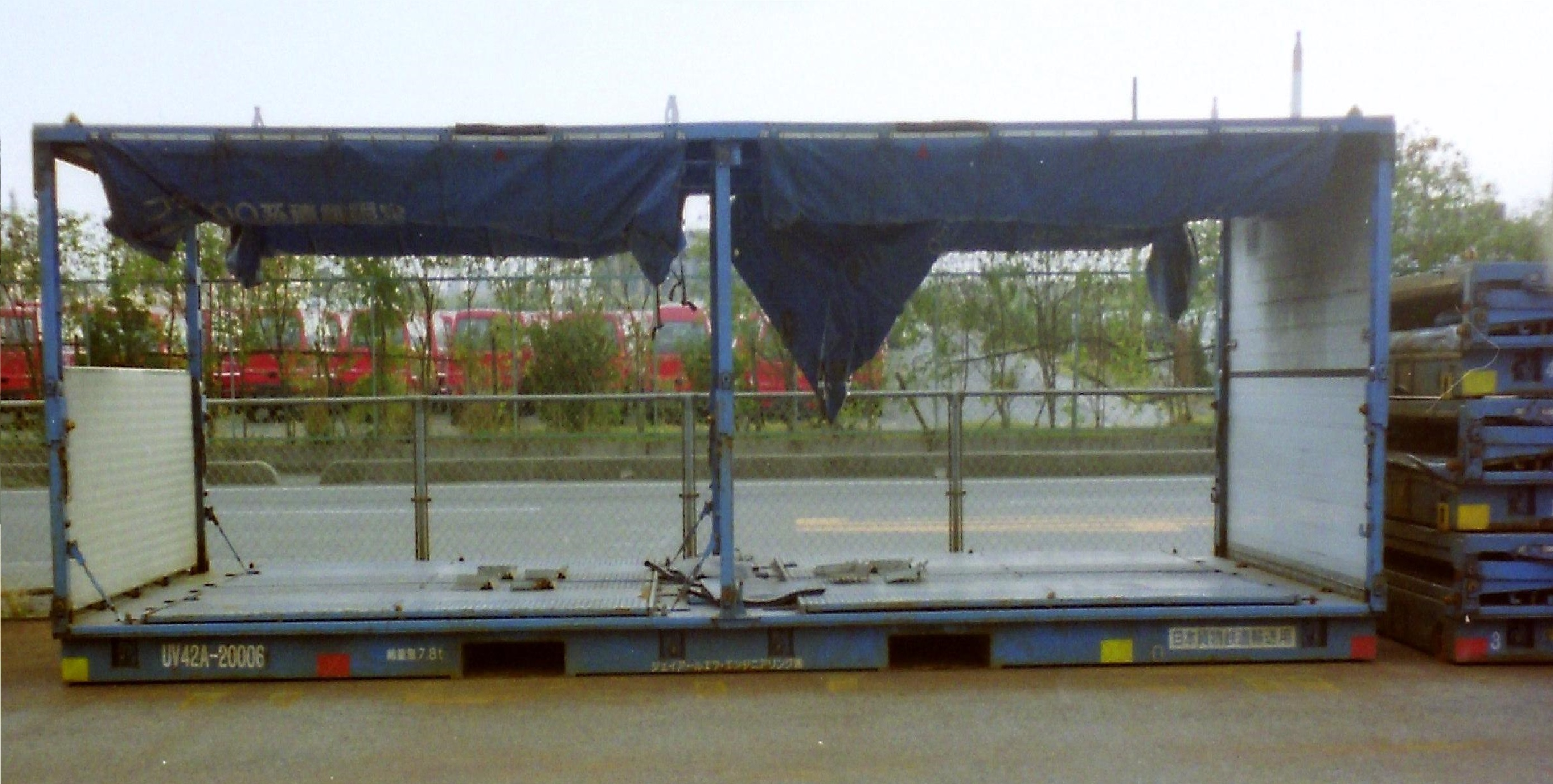
コンテナ床面に、現在より一回り小さくなる、旧規格の軽四を二台縦列×横二列×一段＝四台積載していたが、現在の軽四車両規格では二台を合計した横幅が大きくなり、輸送できなくなってしまった。 1997年12月21日、岡山県／水島臨海鉄道／倉敷(タ)。
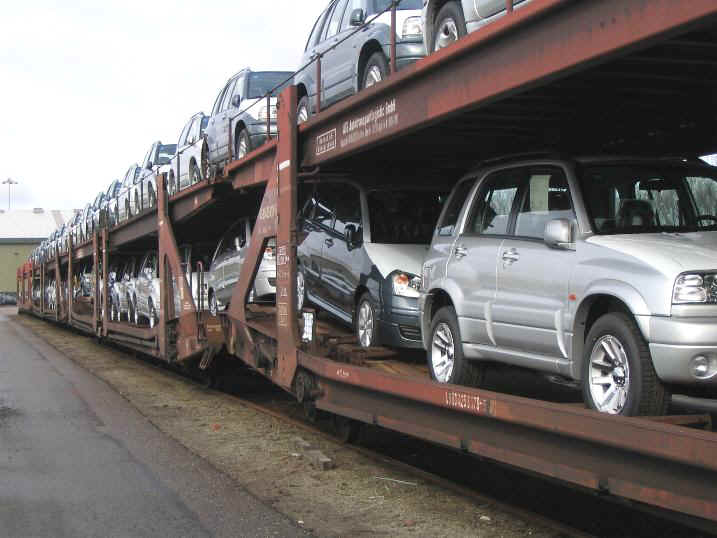
ヨーロッパの車運車